# Биертан (Сибињ)
Биертан (рум. Biertan) насеље је у Румунији у округу Сибињ у општини Биертан. Oпштина се налази на надморској висини од 380 m.

## Историја
Према државном шематизму православног клира Угарске 1846. године ту живи 161 породица. Месни парох је био поп Тома Поповић.

## Становништво
Према подацима из 2002. године у насељу је живело 2995 становника.

### Попис2002.
| Расподела становништва по националности 2002.‍ | Расподела становништва по националности 2002.‍ | Расподела становништва по националности 2002.‍ | Расподела становништва по националности 2002.‍ | Расподела становништва по националности 2002.‍ |
| --------------------------------------------- | --------------------------------------------- | --------------------------------------------- | --------------------------------------------- | --------------------------------------------- |
|                                               |                                               |                                               |                                               |                                               |
| Румуни                                        | Румуни                                        |                                               | 2.054                                         | 68,6%                                         |
| Мађари                                        | Мађари                                        |                                               | 132                                           | 4,4%                                          |
| Роми                                          | Роми                                          |                                               | 666                                           | 22,2%                                         |
| Немци                                         | Немци                                         |                                               | 143                                           | 4,8%                                          |

### Хронологија
| Година       | 1992 | 1993 | 1994 | 1995 | 1996 | 1997 | 1998 | 1999 | 2000 | 2001 | 2002 | 2003 | 2004 | 2005 | 2006 | 2007 | 2008 | 2009 | 2010 | 2011 | 2012 | 2013 | 2014 | 2015 | 2016 | 2017 |
| ------------ | ---- | ---- | ---- | ---- | ---- | ---- | ---- | ---- | ---- | ---- | ---- | ---- | ---- | ---- | ---- | ---- | ---- | ---- | ---- | ---- | ---- | ---- | ---- | ---- | ---- | ---- |
| Становништво | 2872 | 2877 | 2833 | 2816 | 2839 | 2849 | 2868 | 2868 | 2928 | 2943 | 2976 | 3004 | 3099 | 3131 | 3129 | 3149 | 3157 | 3159 | 3140 | 3129 | 3123 | 3111 | 3103 | 3094 | 3113 | 3095 |